# Ullà
Ullà is een gemeente in de Spaanse provincie Girona in de regio Catalonië met een oppervlakte van 7 km². Ullà telt 1.077 inwoners (1 januari 2016).

## Demografische ontwikkeling
Bron: INE, 1857-2011: volkstellingen